# Ahmed Bahádur mogul sah
Ahmed Bahádur sah (1725. december 23. – 1775. január 1.) Mohemed sah fia volt és apját követte a trónon 22 évesen. Mikor hatalomra került, a birodalom összeomlóban volt. Azonkívül közigazgatási gyengesége hozzájárult III. Feroz Dzsung felemelkedéséhez. Egy jelentősen meggyengült birodalmat örökölt. Névlegesen 6 évig volt uralkodó, de minden ügyet a rivalizáló csoportokra hagyott. Trónjától III. Feroz Dzsung vezér fosztotta meg és később megvakítatta őt anyjával egyetemben. Élete hátralevő éveit börtönben töltötte és természetes halállal halt 1775 januárjában.

## A kezdetek
A dekkáni háborúk (1680–1707) alapozták meg a Mogul birodalom hanyatlását még születése előtt és neki csak az a feladata maradt, hogy bábáskodjon a birodalom végső összeomlása felett. Az 1737-es delhi csatát követően a birodalomnak nem maradt más területe, csak maga a Delhi régió. Magánélete: mint fiatal hercegnek, gyengesége a női nem volt, ami tiltva volt neki apja felügyelete mellett. Írástudatlan volt és sosem vett részt katonai kiképzésben. Anyja, Kudszijja Begam támogatta, aki manipulálni kezdte a birodalmi udvart a Mohamed halálát követő szomorúságban. Képtelen volt azonban konszolidálni a birodalmat és fia uralkodása idején többet törődött háremével, mint uralkodói teendőivel. 
Ahmed sah felemelkedése – a lahori mogul alkirály halála után két fia, Jahja Bahádur kán és Miszan Sah Navaz kán, Multan emírje, az örökösödésért egymás torkának estek. Miután az idősebb fivér vereséget szenvedett, a fiatalabb kikiáltotta magát Pandzsáb mogul helytartójának. Ezt a gyengeséget a Durráni Ahmed sah azonnal kihasználta és 30 000 lovassal beavatkozott a konfliktusba. Az afgánok az Indus völgyébe vonultak, hogy megütközzenek a mogul seregekkel. A manipuri csatában 1748-ban Ahmed is részt vett és névlegesen győzedelmeskedett. Ezért kapta a Bahádur címet. Ebben a csatában esett el a mogul nagyvezér és ezután meghalt Mohammed sah is.
Külföldi kapcsolatok – 1751-ben Ahmed Bahádur sah megengedte a bennlakó oszmán delegációnak és nagykövetüknek, Hadzsi Juszuf Agának hogy visszatérjenek Isztambulba. Attól fogva azonban nem igyekezett újra felvenni a kapcsolatokat az oszmán szultánnal. Katonai újítások – a manipuri csata számottevő befolyással volt Ahmed Bahádur taktikai elképzeléseire. Mikor sah lett, bevezette és megszervezte a Purbija (rádzsput) tüzérségi egységet az 1751-54-es években, hogy távol tartsák a betörő afgánokat és a szikh lázadókat a birodalom északnyugati régióiban.
Az első szikandarabadi csata (1754) – III. Feroz Dzsung, akit Ahmed Bahádur választott nagyvezérnek, miután megtagadta az adófizetést, szövetségre lépett a marathákkal, akiket Malhar Rao Holkar vezetett és vereséget mértek a mogul seregekre. Az uralkodó Delhibe menekült, hátrahagyva anyját, feleségét és 8 000 kísérő nőt. III. Feroz Dzsung is elérte Delhit és anyjával együtt bebörtönözte az uralkodót.